# Pilea hygrophila
Pilea hygrophila är en nässelväxtart som först beskrevs av Friedrich Anton Wilhelm Miquel, och fick sitt nu gällande namn av Carl Ludwig von Blume. Pilea hygrophila ingår i släktet pileor, och familjen nässelväxter. Inga underarter finns listade i Catalogue of Life.